# 中华民国领土争端
中華民國領土的法律定義最早出現於1912年《中華民國臨時約法》，列出當時中華民國的主張領土為二十二行省、內外蒙古、西藏、青海。1914年《中華民國約法》以清帝國原有領土作為中華民國領土。在1946年通過《中華民國憲法》時，不採取列舉方式，改為概括規定。
在1949年中華人民共和國成立後，中華民國政府退居台灣，原有宣稱的領土大部份喪失，只剩下台澎金馬。除中華人民共和國外，中華民國之前宣稱擁有的領土，又由俄羅斯聯邦、塔吉克斯坦共和國、哈薩克斯坦共和國、蒙古國、吉爾吉斯共和國、印度共和國、巴基斯坦伊斯蘭共和國與緬甸聯邦共和國等不同國家分別擁有。中華民國固有疆域的內容為何，長期受到質疑。現今中華民國實際的有效管轄範圍僅涵蓋臺灣、澎湖群島、福建的金門、烏坵、馬祖與南海諸島的東沙群島、太平島與中洲礁，即「自由地區」。

## 固有疆域

原中華民國領土紛爭圖

现行《中華民國憲法》第四條使用「固有之疆域」界定中華民國疆域。在《中華民國憲法》第四條對中華民國領土不採列舉方式，而為「依其固有之疆域」之概括規定，並未明確列舉出固有疆域的範圍。在1949年中華人民共和國成立後，中華民國控制領土縮小，台灣各界對台灣、外蒙古、中國大陸等是否屬於中華民國固有疆域，長期出現爭議。
「固有疆域」首次出現於《曹錕憲法》，但沒有明列區域。現行憲法中的「固有疆域」，可以追源至1932年國民政府《五五憲草》第四條，列舉中國當時的30個行省。當時蒙古已於1921年獨立並在1924年成立蒙古人民共和國，但仍被列入中華民國領土。而台灣仍為日本領土，未被列入。
因應國際變化，自1991年《中華民國憲法增修條文》與《兩岸人民關係條例》等法律修改，重新定義了中華民國疆域。經大法官釋字第328號解釋，疆域定義為重大政治事項，應由總統、行政院等行政機關，以及立法院等立法機關決定，不由司法決定。現今中華民國法律體系，根據行政院函示，主要認為固有疆域為中華民國自由地區，即台澎金馬與附屬島嶼，陸續將蒙古國、圖瓦共和國等由中華民國領土中移除。而由中華人民共和國控制的中國大陸地區，另行標示，不列為中華民國行政區域內。另一方面，兩岸人民關係條例規定大陸地區是臺灣地區以外的中華民國領土。
傳統上所稱的外蒙古現已不屬於中華民國固有疆域，在外交部援引國際法原則說明後，目前很少有爭議。因為《兩岸人民關係條例》仍然存「中共控制之區域」仍屬中華民國所有的字眼，因此各方對中華民國是否擁有中國大陸仍存在爭議，現今中國國民黨代表的泛藍在政治上仍主張中華民國固有疆域擴及於中華人民共和國領土之上。

## 外蒙古

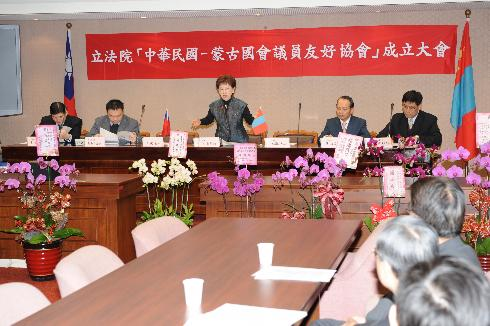
2010年立法院「中華民國—蒙古國會議員友好協會」成立大會

1911年武昌起義後，蒙古王公喇嘛宣佈獨立，成立“大蒙古國”，北洋政府仍稱其為外蒙古。1921年，君主立憲制的「大蒙古國」成立。1924年，蒙古人民共和國成立，但中華民國拒絕承認。在1932年《五五憲草》中，將蒙古列入中華民國領土。中華民國與蘇聯簽定《中蘇友好同盟條約》後，1946年中華民國政府承認蒙古人民共和國的獨立。圖瓦自1911年後主要由俄羅斯帝國控制，中國北洋政府於1919年曾派軍隊短暫佔有唐努乌梁海。1921年蒙古革命後，唐努-圖瓦人民共和國成立。1944年，圖瓦加入蘇聯。

《陸海空軍軍旗條例》1986年起聲索中國大陸、外蒙古、唐努烏梁海等地的中華民國海軍陸戰隊旗

1949年中華人民共和國成立後，中蒙雙方建立邦交。退居台灣的中華民國政府，於1953年經立法院決議，廢除中蘇友好同盟條約，撤回承認蒙古人民共和國，外蒙古因此重新被其視為中華民國固有疆域。在聯合國中，中華民國代表一度利用否決權阻止蒙古人民共和國成為會員國，直到1961年蒙古才加入联合国。在1992年制定《兩岸人民關係條例》施行細則時，当時的國民黨政府將外蒙古列入中華民國領土。
在陳水扁總統當選後，外交部以函示方式，承認蒙古國為主權獨立國家，於2002年9月1日，台灣方面宣佈與蒙古國互設代表處。在重申外蒙古不屬於中華民國國土後，內政部長余政憲公告修訂《兩岸人民關係條例》施行細則並移除提及外蒙古的相關條文，民進黨政府發布的修訂地圖審查標準函示，確定將外蒙古排除出中華民國地圖之外。此後，外蒙古在法律上不再被認為是中華民國固有疆域。
2006年，立法院通過廢除《蒙古盟部旗組織法》，不再宣稱擁有盟部旗之主權。外交部回覆函示，在尊重國際法與俄羅斯國家主權的前提下，不再將唐梁烏梁海列為中華民國固有疆域。在外交部網站及地區資料上，也移除中華民國領土的標示，改為標示俄羅斯聯邦圖瓦共和國。
2012年5月21日，行政院大陸委員會發表新聞稿表示「一、民國35年（1946年）我國憲法制定公布時，蒙古（俗稱外蒙古）獨立已為我政府所承認，因此，當時蒙古已非我國憲法第4條所稱的『固有之疆域』。外交部雖於民國42年（1953年）提經立法院決議廢止「中蘇友好同盟條約」，但並未完成憲法領土變更之程序。」「三、外交部在91年（2002年）7月8日函示略以：「蒙古已為主權獨立國家，且為聯合國會員國之一。國際法上國家之承認，原則上屬於『無條件與不可撤回的』，當時承認之相關要件迄今仍存在。」陸委會發布之函示，再次從法理層面宣告現有中華民國疆域不包含外蒙古，即蒙古國領土和俄羅斯所屬之圖瓦共和國。

## 中國大陸
在1949年中華人民共和國成立後，中華民國政府撤退至台灣，喪失中國大陸領土，實際領土只控制台澎金馬及附屬島嶼，但仍然宣稱擁有整個中國。1971年《聯合國大會第2758號決議》後，喪失在聯合國的中國代表權，退出聯合國。在蔣經國接任行政院長後，於1972年修改《動員勘亂時期臨時條款》，加入自由地區，在法律上限縮了中華民國政府實際領土的範圍。在中華民國地圖上，在台澎金馬標示為中華民國行政區域，與標示為中華民國領土的中國大陸分開。在最高法院1982年第8219號判例中，主張中國大陸現況雖然被中華人民共和國控制，但仍屬中華民國固有疆域。
在李登輝總統任內，於1991年至2005年間七次增修的《中華民國憲法增修條文》，在憲法中加入自由地區，限制了政府實際統治權力範圍。1992年通過《臺灣地區與大陸地區人民關係條例》將台灣地區與大陸地區分開。在1992年由法務部發布第16337號函釋，主張大陸地區人民亦為中華民國人民。在台澎金馬之外，實際上由中華人民共和國控制的領土，是否為中華民國領土，在法律上界定不清。
1993年通過的司法院釋字第328號解釋，主張以政治運作之現實來作為固有疆域的界定，將界定領土的權責交由總統、行政院與立法院，司法機關尊重不介入。在1990年代後，經由修改《兩岸人民關係條例》、《中華民國國籍法》、《港澳條例》等法律之後，對於中國大陸是否為中華民國領土的法律定義逐漸限縮。
2010年蘇花公路土石流事故，中華人民共和國籍遊客意外身亡。當時包括交通部、法務部與行政法院，皆援引1992年法務部函示，主張中國大陸人民亦為中華民國國民，因此可對中華民國政府要求國賠。2023年陆男国赔案，高雄地方法院與高等法院，也援引1992年法務部函式，主張中國大陸人民亦為中華民國國民。
因為這幾個法院判例援引舊有函示，將中華民國領土擴及於中華人民共和國。2023年，中華民國行政院發函，解釋《台灣地區與大陸地區人民關係條例》，停止適用舊有「大陸地區人民亦為中華民國人民」函釋，中華民國領土延伸至中華人民共和國領土等函釋也陸續整理廢除。說明在法律實務上，被中華人民共和國實際管理的中國大陸已不被視為中華民國領土。但因為《兩岸民關係條例》尚未修法，仍然保留了少數稱中國大陸為中華民國領土的條文，只在施行細則及函示中排除適用。
在李登輝總統時期，曾提出特殊的國與國關係，將中華人民共和國視為主權獨立國家，其領土不屬於中華民國所有，但相關法律仍有爭議。1999年中華民國行政院頒布領海範圍，將領海限定於台灣及附屬島嶼範圍內，排除中華人民共和國控制領土。
前總統馬英九於2023年以私人身份訪問中華人民共和國時，在湖南大學座談中，引用《兩岸人民關係條例》中國分為台灣地區，與大陸地區，皆為中華民國領土的法條，主張中華民國擁有中華人民共和國領土，同時又引用《中華人民共和國憲法》，認定台灣是中華人民共和國領土，以說明兩岸同屬一中。這個說法被陸委會反駁。
民主进步党的蔡英文政府和赖清德政府均主张“海峡两岸互不隶属”，2024年賴清德總統就職演說指出，「中華民國與中華人民共和國互不隸屬」。

## 南海
中华民国海上領土問題亦包括西沙群島、中沙群島、南沙群島等海島，與越南、菲律賓、馬來西亞等國有主權爭議。第二次世界大戰結束後，中華民國政府派遣軍艦收回被日軍所佔據的南海諸島，並劃入其十一段線之內，稱其為中華民國在南海的疆界。
1933年，法国佔領南沙群岛9个主要岛屿（太平島、中業島、西月島、南威島、北子島、南子島、南鑰島、鴻庥島、安波沙洲），中華民國政府向法国政府提出抗议。1934年，中華民國水陆地图审查委员会，专门审定了南海各岛礁灘洲名称共132座，包括東沙群島1座，西沙群島28座，中沙群島（當時稱為「南沙群島」）7座和南沙群島（當時稱為「團沙群島」）96座。1939年，日本佔領南沙群島。
1945年戰後先由臺灣省行政長官公署接收管轄南海諸島。1946年7月，南沙群岛在内的南海诸岛改歸廣東省政府管轄。1946年中華民國内政部会同海军部和广东省政府委派萧次尹和麦蕴瑜分别为西沙群岛和南沙群岛专员，前往接管西沙群岛和南沙群岛。1947年，中華民國内政部重新命名包括南沙群岛在内的南海诸岛全部岛礁沙滩名称共159个，并公布施行。1955年11月27日，民國政府在南沙群島的一個島嶼上修建一座氣象台。
目前，中華民國實際控制太平島及中洲礁，隶属高雄市旗津區代管，由行政院海岸巡防署駐守。2016年1月28日，马英九登上太平岛宣示主权，称太平岛是岛屿不是岩礁。2016年7月13日，中華民國總統蔡英文在南海仲裁结果公布次日，重申中華民國對太平島及南海的主權立場。

## 釣魚台列嶼
2013年，馬英九總統接見美國聯邦參議員穆考斯基時，宣稱釣魚台列嶼為中華民國固有疆域。